# Władysław Samek

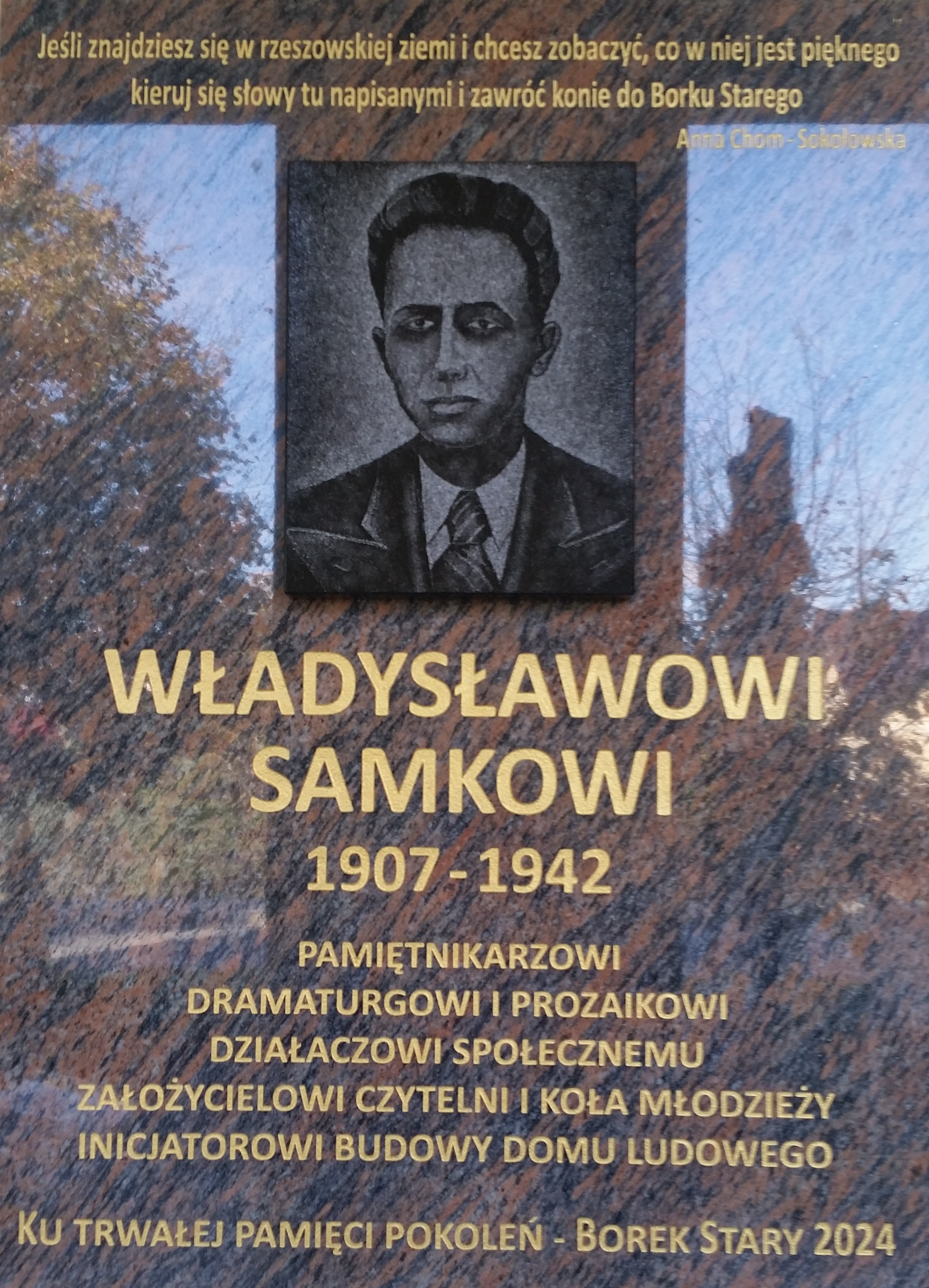
Tablica na Domu Ludowym w Borku Starym upamiętniająca Władysława Samka

Władysław Samek (ur. 30 maja 1907 w Borku Starym, zm. 1942 tamże) – polski pamiętnikarz, prozaik, dramaturg, publicysta.

## Życiorys
Pochodził z ubogiej chłopskiej rodziny i ukończył trzy klasy szkoły powszechnej w Borku Starym koło Rzeszowa. Miał talent literacki; pisał opowiadania, dramaty, a przede wszystkim pamiętnik, który zajął pierwsze miejsce w ogólnopolskim konkursie na pamiętniki wiejskie zorganizowanym przez Państwowy Instytut Kultury Wsi i został opublikowany w 1938. Współpracował z socjologiem Józefem Chałasińskim, prowadząc badania nad topografią społeczną swojej wsi. Miał też talent plastyczny. Był także społecznikiem: organizował odczyty o tematyce kulturalnej; z jego inicjatywy powstał komitet budowy domu ludowego w Borku Starym; organizował przedstawienia teatralne dla społeczności swojej wsi współpracując z lwowskim Związkiem Teatrów i Chórów Ludowych (skąd wypożyczano mu stroje i dekoracje). Swoje teksty publikował w miesięczniku „Róża Duchowna” oraz w tygodniku „Piast”. W czasie II wojny światowej w jego domu odbywały się spotkania ruchu oporu.   
W dzieciństwie i jego wczesnej młodości zmarła czwórka jego rodzeństwa. On sam w dużej mierze był nierozumiany przez swoje środowisko. Zmarł na nieleczone zapalenie płuc. Jedyne jego dziecko, córka Aleksandra zginęła w 1942 w wypadku komunikacyjnym w wieku 11 lat. W 1957 zmarła jego żona Stefania.   
Pamiętnik Władysława Samka jest najbardziej trwałym elementem jego dorobku literackiego – był wydawany dwukrotnie. Przedstawia trudne, a momentami dramatyczne życie autora, opis jego inicjatyw społecznych oraz daje obraz trudnej rzeczywistości wiejskiej czasów galicyjskich i Polski międzywojennej.   
W 1983 mieszkańcy Borku Starego zbudowali pomnik na jego grobie na cmentarzu parafialnym. W 2004 pod opieką burmistrza Tyczyna Kazimierza Szczepańskiego wydano książkę Władysław Samek. Chłop – inteligent z Borku Starego, która zawiera jego najważniejsze publikacje, ze Wstępem Wandy Daszykowskiej-Ruszel, w którym przedstawiony został życiorys Władysława Samka.   

## Publikacje
- Chłop inteligent (pamiętnik) [w:] III tomie edycji pamiętników wiejskich: Józef Chałasiński, Młode pokolenie chłopów. Procesy i zagadnienia kształtowania się warstwy chłopskiej w Polsce, z przedmową Floriana Znanieckiego. Warszawa 1938.
- Władysław Samek. Chłop – inteligent z Borku Starego. Tyczyn 2004. Publikacja ta zawiera pamiętnik oraz sztuki teatralne Wesele borkowskie i Matka.